# Impatiens maculata
Impatiens maculata är en balsaminväxtart som beskrevs av Robert Wight. Impatiens maculata ingår i släktet balsaminer, och familjen balsaminväxter. Inga underarter finns listade i Catalogue of Life.